# FMサウンドシネマ
FMサウンドシネマ（-エフエム）はfm osakaで2007年7月から12月まで放送されていたラジオ番組。同年6月まで放送されていた「イトクボのパーティーロード」の後を受けスタート。

## パーソナリティ
- 窪田啓子 - イトクボのメンバー。パーティーロードに引き継いでの出演となる。

## 放送時間
- 日曜24:30-25:00(JST)

### 過去の放送時間
- 土曜21:30-21:55(JST)

## タイムテーブル
- 38分頃 - ラジオドラマ
- 50分頃 - 窪田のDJで曲を紹介。

## ドラマ
以下の作品を放送
- ダーティペア91
- BLUE DROP